# آلفرد هیچکاک تقدیم می‌کند
آلفرد هیچکاک تقدیم می‌کند (به انگلیسی: Alfred Hitchcock Presents) نام یک مجموعه آنتولوژی تلویزیونی در ژانرهای دلهره‌آور (تریلر)، فیلم معمایی (مایستری)، ترسناک و کمدی به تهیه‌کنندگی و با اجرای آلفرد هیچکاک، که به عنوان استاد ژانرهای دلهره‌آور و رازآلود و استاد تعلیق شناخته می‌شود است. پخش این مجموعهٔ آمریکایی، از سال ۱۹۵۵ میلادی شروع شد و تا سال ۱۹۶۲، دو سال پس از ساخته‌شدن فیلم مشهور روانی توسط هیچکاک اتمام یافت. این مجموعه شامل ۷ فصل است و هر قسمت آن ۲۵ دقیقه طول دارد. از سال ۱۹۶۲، آلفرد هیچکاک تقدیم می‌کند به ساعت آلفرد هیچکاک تغییر نام داد و این بار با قالبی کاملاً متفاوت ادامه داده شد. در این ادامه، تعداد فصل‌ها به ۱۰ فصل ارتقاء یافت و در مجموع به آن ۹۳ قسمت اضافه شد. هیچکاک، ۱۷ قسمت از آلفرد هیچکاک تقدیم می‌کند و ۱ قسمت از ساعت آلفرد هیچکاک را هم کارگردانی کرده‌است.
مجلهٔ تایم این سریال را در فهرست ۱۰۰ برنامهٔ تلویزیونی برتر خود قرار داد و انجمن "Writers Guild of America, West" آن را به عنوان هفتاد و نهمین سریال برتر دنیا شناخت. چیزی که این برنامه بیش از هرچیز به خاطر آن مشهور است، سکانس آغازین هر قسمت است. هر قسمت با نشان دادن نقاشی‌ای از هیچکاک و شروع شدن آهنگ مجموعه شروع می‌شود؛ سپس سایه هیچکاک را می‌بینیم که به صحنه وارد می‌شود و با سلام و عصر به‌خیر برنامه را شروع می‌کند. قسمت آغازین هر اپیزود، حالت طنز دارد زیرا هربار هیچکاک مشغول به کاری عجیب است. به‌عنوان مثال، یک دستگاه جدید را امتحان می‌کند یا یک نارنجک قلابی را بررسی می‌کند.
سازندهٔ موزیک مجموعه شارل گونو است؛ در واقع این موزیک مخصوصاً برای این سریال ساخته نشده بود و پیشنهاد استفادهٔ آن را برنارد هرمن، یک موسیقی‌دان دیگر که فعالیت‌های عمده‌ای در همکاری با هیچکاک داشته، داده‌است.

## کارگردانان
آلفرد هیچکاک تقدیم می‌کند:
رابرت استیونز (۴۴ قسمت)
پل هنرید (۲۸ قسمت)
هرشل دوگرتی (۲۴ قسمت)
نورمن لوید (۱۹ قسمت)
آلفرد هیچکاک (۱۷ قسمت)
آرتور هیلر (۱۷ قسمت)
آلن کراسلند جونیور (۱۶ قسمت)
جیمز نیلسون (۱۲ قسمت)
جاستوس آدیس (۱۰ قسمت)
جان برام (۱۰ قسمت)
رابرت استیونسون (۷ قسمت)
دان تیلور (۷ قسمت)
دان وایس (۵ قسمت)
استوارت روزنبرگ (۵ قسمت)
رابرت فلری (۵ قسمت)
برنارد ژیرارد (۴ قسمت)
جان نیولند (۴ قسمت)
ژول بریکن (۳ قسمت)
جان مردیت لوکاس (۳ قسمت)
بوریس ساگال (۳ قسمت)
دان مدفورد (۲ قسمت)
فرانسیس ام. کاکرل (۲ قسمت)
رابرت آلتمن (۲ قسمت)
لئونارد جی. هورن (۲ قسمت)
پل آلموند (۲ قسمت)
برتین وینداست (۲ قسمت)
آیدا لوپینو (۲ قسمت)
جرج استیونز جونیور (۲ قسمت)
آرنولد لاون (۱ قسمت)
دیوید سوئیفت (۱ قسمت)
ریچارد دانلپ (۱ قسمت)
هیلتون ای. گرین (۱ قسمت)
جین رینولدز (۱ قسمت)
گوردون هسلر (۱ قسمت)
آلف چلین (۱ قسمت)
یوزف لیتس (۱ قسمت)
ریچارد ورف (۱ قسمت)
ساعت آلفرد هیچکاک:
آلف چلین (۱۱ قسمت)
جوزف م. نیومن (۱۰ قسمت)
برنارد ژیرارد (۸ قسمت)
جان برام (۵ قسمت)
جوزف پونی (۵ قسمت)
هاروی هارت (۵ قسمت)
رابرت استیونز (۵ قسمت)
رابرت داگلاس (۴ قسمت)
جک اسمایت (۴ قسمت)
دیوید فریدکین (۴ قسمت)
نورمن لوید (۳ قسمت)
آلن کراسلند جونیور (۳ قسمت)
هرشل دوگرتی (۳ قسمت)
سیدنی پولاک (۲ قسمت)
دیوید لوول ریچ (۲ قسمت)
لاسلو بندک (۲ قسمت)
هری مورگان (۲ قسمت)
پل هنرید (۱ قسمت)
آلفرد هیچکاک (۱ قسمت)
جری هاپر (۱ قسمت)
لئونارد جی. هورن (۱ قسمت)
چارلز اف. هاس (۱ قسمت)
جیمز شلدون (۱ قسمت)
آرنولد لاون (۱ قسمت)
فیلیپ لیکاک (۱ قسمت)
لئو پن (۱ قسمت)
لوئیس تیگ (۱ قسمت)
ویلیام ویتنی (۱ قسمت)
جیمز اچ. براون (۱ قسمت)
هربرت کلمن (۱ قسمت)
ویلیام فریدکین (۱ قسمت)
الکس مارس (۱ قسمت)

## بازیگران

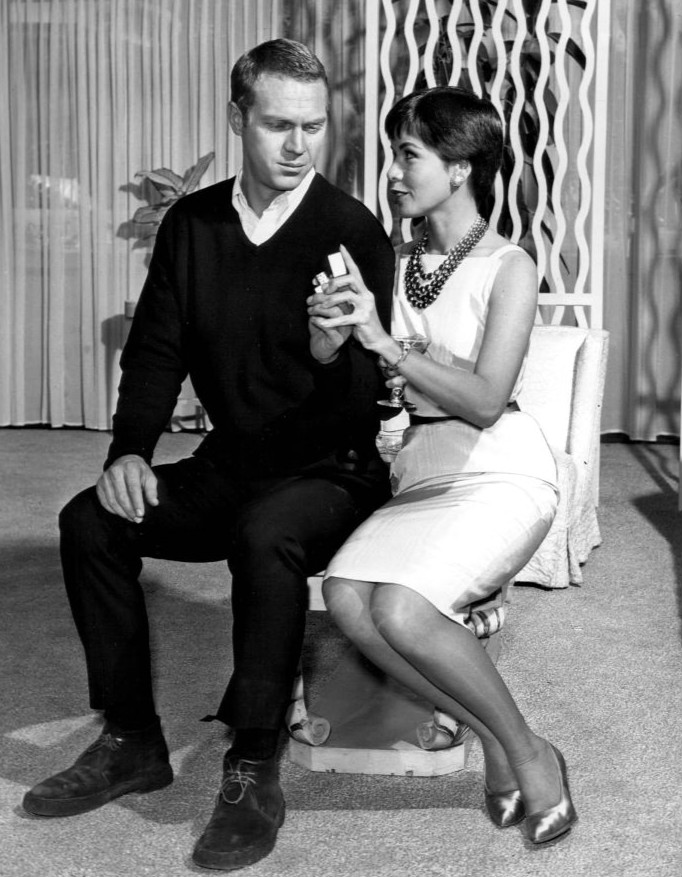
استیو مک کوئین و همسرش

آلفرد هیچکاک (میزبان)
هری تایلر
جان ویلیامز
پاتریشا هیچکاک
دیک یورک
هینتون پاپ
رابرت کارسون
رابرت هورتون
جیمز گلیسون
رابرت اچ.هریس
رابرت رینر
راسل کولینز
کلینت ایستود
استیو مک‌کوئین
پیتر لوره
ری تیل
وینسنت پرایس
رابرت ردفورد
بتی دیویس
ورا مایلز
جوزف کاتن
هری دین استنتون
جان کاساوتیس
باربارا بل گدس
رابرت دووال
جون فونتین
فرانک گورشین
میلدرد دانوک
برت رینولدز
مایکل رنی
فیلیس ثکستر
اینگر استیونس
تلما ریتر